# Pitbike

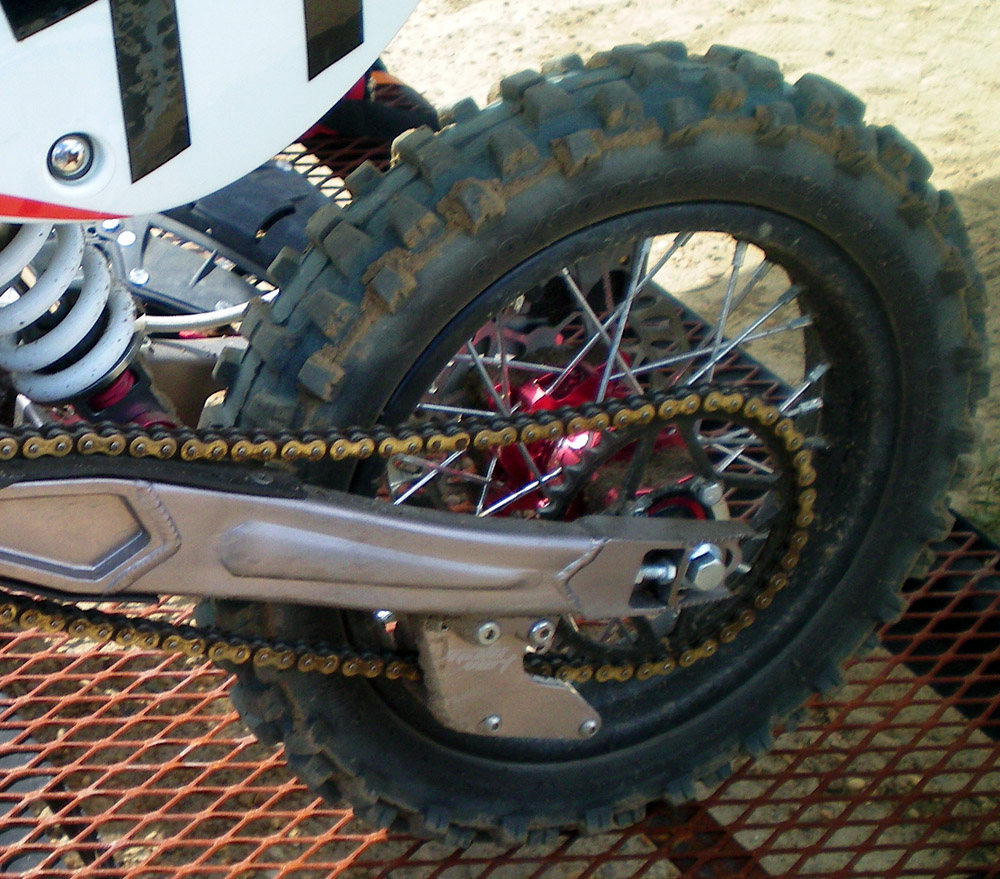

Pitbike jsou malé motocykly, které původně pochází z motocyklu Honda Monkey. Za místo vzniku motocyklu se považují Spojené státy americké. Hojně se využívají též v Austrálii. I když jsou určené pro mládež, dnes je využívají všechny generace.
Název Pitbike vzniklo odvozením z termínu Pitline, což je startovní rošt. Pravděpodobně motocykly používali mechanici při poslední údržbě na startovním roštu.
Motocykly jsou miniatury MX motocyklů většinou osazených čtyřtaktním motorem, většinou o objemu 110, 125, 140 a 160 ccm. Tyto motocykly se používají pro volný pohyb po depu při závodech. V současnosti jsou velmi populární a vznikají i jednotlivé závody těchto motocyklů. Jízdní vlastnosti těchto motocyklů umožňují provozovat jak motokros, tak i ostatní motocyklové sporty jako je supercross, supermoto, FMX a jiné adrenalinové sporty.